# Pontnewydd
Pontnewydd est une communauté du borough de comté de la Torfaen, au pays de Galles. Il s'agit d'une banlieue de Cwmbran située au nord du centre-ville.

## Démographie
Au recensement de 2011, la communauté de Pontnewydd comptait 4 954 habitants.